# الیور کان
الیور رالف کان (به آلمانی: Oliver Rolf Kahn) کاپیتان و بازیکن پیشین تیم ملی آلمان و باشگاه بایرن مونیخ است.
بسیاری از وی به عنوان  بهترین دروازه‌بان تاریخ فوتبال یاد می‌کنند.
اولیور کان یکی از بهترین دروازه‌بانان تاریخ فوتبال جهان است؛ کان تنها دروازه‌بانی است که عنوان بهترین بازیکن جام جهانی در سال ۲۰۰۲ که بازیکنان بسیار بزرگی همچون رونالدو نازاریو، ریوالدو، زیدان، روبرتو کارلوس رونالدینیو حضور داشتند را از آن خود کرده‌است.
درسال ۲۰۱۴ مسابقات جام جهانی در شبکه ZDF که الیورکان مفسر بازی‌های ملی آلمان بود، ریوالدو اسطوره سابق برزیلی‌ها در برنامه حضور پیدا کرد و همگان را شگفت زده کرد. در اواسط برنامه بود که ریوالدو پیراهنی که در سال ۲۰۰۲ از اولیور کان به رسم یادبود گرفته بود را در مقابل دوربین به نمایش گذاشته و از اسطوره آلمانها درخواست امضا بر روی پیراهن را کرد و الیورکان نیز با کمال میل پیراهن را امضا کرده و دوباره تقدیم ریوالدو کرد.
وقتی در رابطه با نگهداری پیراهن کان از ریوالدو سؤال شد او در جواب مجری شبکه گفت من این پیراهن را با عشق در خانه نگهداری می‌کنم چون که این پیراهن متعلق به بهترین دروازبان فوتبال بوده و برای من دارای احترام فراوانی است. همسرم روزی به من گفت که این پیراهن امضا الیورکان را کم دارد و من نیز در جمع خانواده به همسر و فرزندانم قول دادم که هر طور شده خود را روزی به اولیور کان رسانده و امضا را از او بگیرم. من و اولیور کان دوستان بسیار خوبی برای هم هستیم.
در سال ۲۰۰۸ ورزشگاه آلیانز آرنا که تماشاگر خداحافظی دروازبان افسانه‌ای اش بود در میان ۸۰ هزار تماشاگر در مونیخ اولیورکان دستکش‌هایش را در سن ۳۹ سالگی آویخت تا این گونه پایانی باشد بر دروازه‌بانی که به عقیده بزرگ‌ترین مربیان و کارشناسان فوتبال که می‌گویند همتایش نخواهد آمد.
در شب خداحافظی الیورکان اتفاق عجیبی افتاد. کان با پیراهنی پای بر میدان گذاشت که تمام تاریخ باشگاه بایرن مونیخ با فونت بسیار ریز بر روی آن حکاکی شده بود. باشگاه بایرن مونیخ با این کار قصد داشت که به تمام نگاه‌های دنیا یاداور باشد که باشگاه ما تاریخش را مدیون این مرد بزرگ است و اینگونه بود که افسانه فوتبال دنیا با دور افتخار و با چشمانی گریان با هواداران خداحافظی کرد و به دوران طلایی و باشکوه خود پایان بخشید.
آلمانها در شرایطی در جام جهانی ۲۰۰۲ پای بر میدان گذاشتند که جز دروازه‌بانشان ستاره نامی در ترکیب خود نمی‌دیدند و حتی خود مردم آلمان انتظاری ازتیم خود نداشتند تا به نیمه نهایی راه یابد ولی به یکباره ستاره دروازه‌بانی خود را پرفروغ یافته و الیورکان افسانه ای با درخشش و واکنش‌های استثنایی خود یک تنه تیم ژرمن‌ها را به فینال رساند و جواب تمام منتقدان خود را در آن سال داد.
اما از شانس بد اولیور کان و ژرمن‌ها درمقابل کره جنوبی جنوبی در دقیقه ۷۹ اولیور کان از ناحیه تاندون دست چپ و انگشت شست دچار مصدومیت شدیدی گردید و قادر نبود با آن وضعیت مصدومیت آلمان هارا که خود یک تنه به فینال رسانده بود همراهی کند ولی با اصرار و فشار رودی فولر مربی وقت آلمان‌ها بر دکتر تیم ویل هرمان مولر ولفارت که هر طور شده باید اولیور کان در بازی پایانی درقفس توری قرار بگیرد و در نهایت اولیور درون دروازه ایستاد لیکن مجدد در بازی فینال از سوی لوسیو مدافع حریف دچار ضربه به نقطه آسیب دیده شد تا مشکلات و آسیب دیدگی وی دوچندان شود تا آن اشتباه معروف و ریباند توپ در مقابل رونالدو بزرگ تا دروازه ژرمن‌ها فرو ریزد و به مقام دومی بسنده کرده و کره را ترک کردند.

## زندگی
الیور کان متولد پانزدهم ژوئن ۱۹۶۹ در شهر کارلسروهه در جنوب آلمان و در نزدیکی شهر اشتوتگارت است. او از هفت سالگی رو به ورزش فوتبال آورد و در تیم نوجوانان کالسروهه مشغول به بازی شد. او هرگز به تیم ملی جوانان دعوت نشد. سپس او از سال ۱۹۹۰ کار خود را در بوندس لیگا آغاز کرد و در سطح اول فوتبال آلمان شروع به فعالیت کرد. مربی و کاشف او وینفرد شفر سرمربی تیم کارلسروهه بود و نخستین موفقیت او، رسیدن با تیم این تیم به مرحله نیمه نهایی جام یوفا در سال ۱۹۹۳ بود. او با بازیهای خود و نوع خاص دروازه‌بانی اش همه را در آن مقطع زمانی در لیگ آلمان متعجب کردو در سال ۱۹۹۴ لقب «دروازه‌بان سال» را به خود اختصاص داد. تا اینکه در نهایت برای حضور در رقابتهای جام جهانی ۱۹۹۴ آمریکا به تیم ملی آلمان دعوت شد؛ ولی در تیم ملی دروازه‌بان سوم بود و سنگربان اول آلمان‌ها در آن سالها بدو ایگنر بود و کان هرگز نتوانست در جام جهانی ۱۹۹۴ آمریکا به میدان برود. اما پس از بازگشت از جام جهانی و در شرایطی که مدت زمانی به آغاز فصل جدید بوندس لیگا باقی نمانده بود او در آغاز فصل ۹۵–۱۹۹۴ با پیشنهاد باشگاه باواریایی بایرن مونیخ مواجه شد. او با مبلغ پنج میلیون مارک بی درنگ از باشگاه کارلسروهه که از دوران کودکی در آن عضویت داشت به سمت مونیخ حرکت کرد و به قرمزهای باواریا پیوست. این مبلغ تا آن زمان در بوندسلیگا برای هیچ دروازه‌بانی پرداخت نشده بود.
او در سال ۱۹۹۵ دروازبان دوم آلمانها و رقیب اصلی آندریاس کوپکه بود. بایرنی‌ها در سال ۱۹۹۹ به خاطر الیور کان ستارهٔ تیم، در لیگ قهرمانان اروپا درخشیدند. اما در فینال مسابقات و در وقت اضافه با دریافت دو گل از منچستر یونایتد در حالی که تا دقیقه ۹۰ یک بر صفر بیش بودند بازی را واگذار کردند. الیور کان بعدها گفته بود که: «شوک منچستر را تا مدت‌ها نتوانستم فراموش کنم».
بایرن بعد از آن در سال ۲۰۰۱ توانست به لطف الیور کان بار دیگر در بازی نهایی حضور یابد و این بار در ضربات پنالتی بر «والنسیا» غلبه و جام قهرمانی را تصاحب کند. کان با دفع سه پنالتی، ستاره آن مسابقه لقب گرفت.
آلمان‌ها در جام جهانی ۲۰۰۲ توانستند مقام دوم را کسب کنند که این را مدیون ستارهٔ پرفروغ خود الیور کان بودند. الیور کان در جام جهانی ۲۰۰۲ به عنوان اولین دروازه‌بان جایزهٔ بهترین بازیکن جام (توپ طلای آدیداس) را تصاحب کرد.
الیور کان در ماه اکتبر سال ۲۰۰۸ رسماً با انجام بازی خداحافظی کناره‌گیری خود را از فوتبال اعلام کرد. در این بازی تمامی بازیکنان سابق تیم بایرن‌مونیخ و تیم ملی آلمان حضور داشتند و تماشاگران زیادی نیز به الیانس ارنای شهر مونیخ آمده و الیور کان دروازه‌بان اسطوره‌ای این تیم را تشویق کردند.

## دانستنی‌های دربارهٔ وی

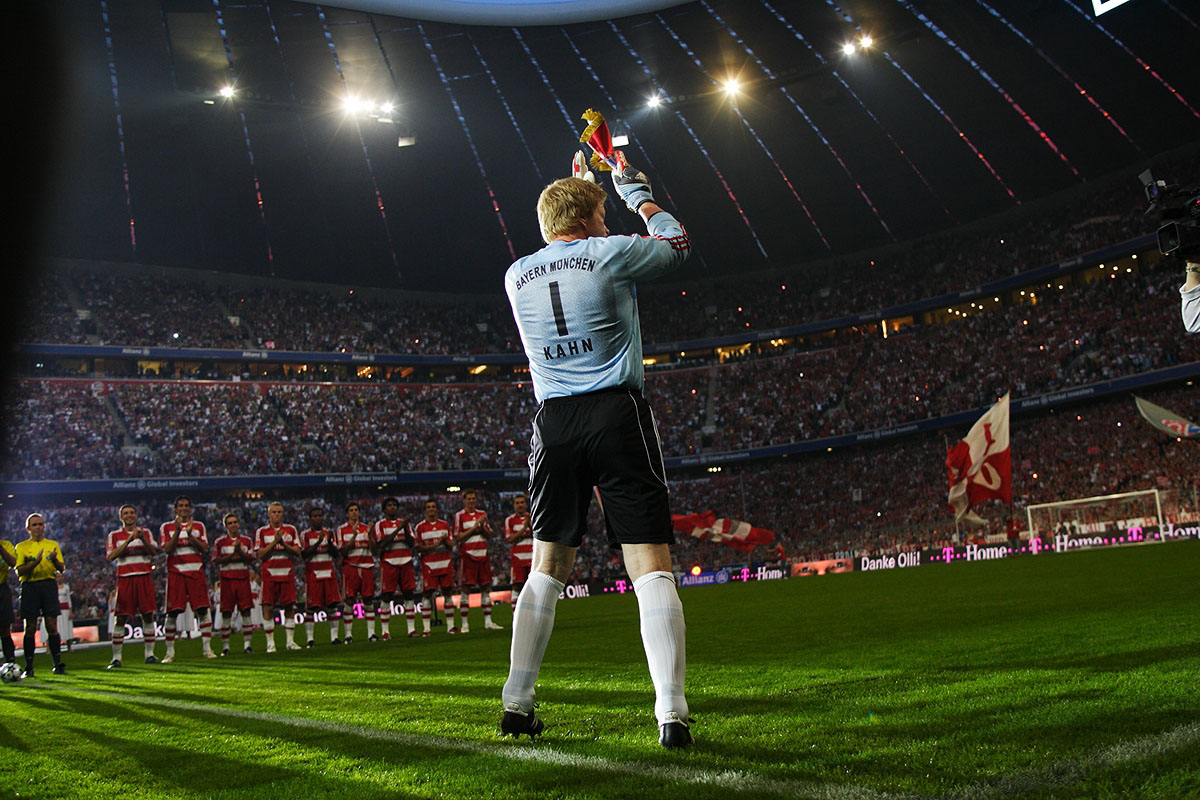
اولیور کان در مراسم خداحافظی از فوتبال در سال ۲۰۰۸

کان در روز سوم مارس ۲۰۰۱ در بازی نهایی با هانزاروستوک در حالی که بایرن۲–۳ از حریف خود عقب بود به خط حمله تیمش اضافه شد و روی ضربه ارسالی کرنر با مشت توپ را وارد دروازهٔ هانزا کرد ولی داور کارت زرد دوم را به وی نشان داد و کان گریه کنان زمین را ترک کرد.
قبل از آغاز اولین دیدار فصل ۲۰۰۷–۲۰۰۶ در مقابل آرمینیا بیلفلد میشاییل رنسینگ با یک شوت تمرینی صورت الیور کان مورد اصابت قرار داد، رنگ پریدگی و تورم صورت او اجازه حفاظت از دروازه را به او نمی‌داد، بایرن با رنسینگ آن بازی را ۲–۰ پیروز شد.
در یکی از فصول ناموفق بایرن یکی از خبرنگاران حاضر در کنفرانس از الیور کان در مورد احساسش نسبت به کمبودهای موجود در بایرن سؤال می‌کنه که کان در جواب به او می‌گوید: توپها! توپها! ما به توپها نیاز داریم، اگه منظورم رو می‌فهمی؟
کان در دوران بازیگری فرد خوش‌اخلاقی نبود و به‌طور مداوم با بازیکنان حریف و خودی درگیری لفظی و فیزیکی داشت که همین خصوصیت، او را از بقیه دروازه‌بانان دنیا متمایز می‌کرد.
خوزه مورینیو در شبکه اسکای بعد از خداحافظی الیور کان برای او بهترین هارا آرزو کرد و گفت که دیگر فوتبال جهان همچون الیور کان نخواهد دید
رونالدو مهاجم سابق تیم ملی برزیل دربارهٔ او گفته:وقتی در مقابل او قرار می‌گیرم نصف توانم را از دست می‌دهم.
کان در یک مصاحبه بعد از جام جهانی ۲۰۰۶ اعلام کرد تجربه‌ای که در این جام روی نیمکت به دست آوردم در بیست سال بازی و تمرین مداوم کسب نکرده بودم.
کان اولین و آخرین دروازه‌بانی است که جایزه بهترین بازیکن جام جهانی را بدست آورده. (۲۰۰۲)
وی در یک مصاحبه جنجالی اعلام کرد خوشحالم که در فینال جام جهانی ۲۰۰۲ آن اشتباه را انجام دادم در غیر این صورت زندگیم تباه شده بود. او اعلام کرد تا قبل از این اشتباه تمرینات مکرر جسمی و ذهنی انجام می‌داده که بسیاری از آنها بی‌دلیل و اضافی بوده‌اند. او در ادامه خاطرنشان کرد اگر من آن اشتباه را انجام نمی‌دادم پس به من ثابت می‌شد که کارهایم صحیح هستند و من به آنها ادامه می‌دادم و چیزهای دیگری که در دنیا وجود داشت را فراموش می‌کردم.
پدرش والف کان بازیکن تیم ملی جوانان آلمان و همبازی سپ مایر مایر بود.
کان از سن ۵ سالگی تا ۳۸ سالگی زیر نظر سپ مایر تمرین می‌کرد.
پدرش در مورد او می‌گوید وقتی بچه بود روزهای یکشنبه (در آلمان یکشنبه‌ها تعطیل است) مرا از خواب بیدار می‌کرد و مرا وادار به تمرین کردن با خود می‌کرد.
در جواب خبرنگار یوفا که در مورد چگونه دروازبان شدنش از وی پرسید اینگونه جواب داد:یکروز پدر بزرگم به خانه ما آمد و من دیدم که یک ست کامل از لوازم سپ مایر برایم خریده‌ است. آن روز تصمیم گرفتم دروازه بان شوم.
وی لقب پیروزمندترین بازیکن تاریخ بوندسلیگا را یدک می‌کشید تا اینکه مانوئل نویر به رکورد او دست یافت.
کان در یک جلسه تمرینی، از ۱۰ پنالتی سپ مایر، ۹ پنالتی را مهار کرد و همگان برای او هورا می‌کشیدند. اما پس از این تمرین کان که ناراحت به نظر می‌رسید، در فکر آن ضربه‌ای بود که نتوانست مهار کند.
کان با مهار ضربه پنالتی یاران والنسیا، باعث قهرمانی بایرن مونیخ در سال ۲۰۰۱ در ضربات پنالتی شد.
کان در نهم ژوئیه ۲۰۱۱ برای بار دوم ازدواج کرد.
کان در بازی بین بایرن مونیخ و پرسپولیس یک‌نیمه در دروازه بایرن مونیخ حضور داشت.

## افتخارات
بهترین دروازبان اروپا در سال‌های :۱۹۹۹_۲۰۰۰_۲۰۰۱_۲۰۰۲
بهترین دروازبان جهان در سال‌های:۱۹۹۹_۲۰۰۱_۲۰۰۲
بهترین دروازبان جام جهانی :۲۰۰۲
بهترین بازیکن جام جهانی در سال ۲۰۰۲

## همراه باشگاه
- بوندس لیگا: ۱۹۹۷، ۱۹۹۹، ۲۰۰۰، ۲۰۰۱، ۲۰۰۳، ۲۰۰۵، ۲۰۰۶، ۲۰۰۸
- جام حذفی فوتبال آلمان: ۱۹۹۸، ۲۰۰۰، ۲۰۰۳، ۲۰۰۵، ۲۰۰۶، ۲۰۰۸
- لیگا پوکال: ۱۹۹۷، ۱۹۹۸، ۱۹۹۹، ۲۰۰۰، ۲۰۰۴، ۲۰۰۷
- جام یوفا: ۱۹۹۶
- لیگ قهرمانان اروپا: ۲۰۰۱
- جام بین قاره‌ای: ۲۰۰۱

## همراه تیم ملی آلمان
- قهرمانی در جام ملت‌های اروپا: ۱۹۹۶
- جام جهانی فوتبال دوم: ۲۰۰۲
- سوم جام جهانی: ۲۰۰۶

افتخارات شخصی
- بهترین بازیکن بازی: برای عملکرد فوق‌العاده در دیدار فینال لیگ قهرمانان اروپا، ۲۰۰۱
- بهترین دروازه‌بان جهان فدراسیون بین‌المللی تاریخ و آمار فوتبال -اول: ۱۹۹۹، ۲۰۰۱، ۲۰۰۲
- بهترین دروازه‌بان جهان فدراسیون بین‌المللی تاریخ و آمار فوتبال - دوم: ۲۰۰۰
- بهترین دروازه‌بان جهان فدراسیون بین‌المللی تاریخ و آمار فوتبال - سوم: ۲۰۰۳
- بهترین دروازه‌بان جهان فدراسیون بین‌المللی تاریخ و آمار فوتبال - چهارم: ۲۰۰۴
- بهترین دروازه‌بان اروپا: ۱۹۹۹، ۲۰۰۰، ۲۰۰۱، ۲۰۰۲
- مرد سال فوتبال آلمان: ۲۰۰۰، ۲۰۰۱
- مرد سال فوتبال جهان: دوم، ۲۰۰۲
- بوندسلیگا بهترین دروازه‌بان: ۱۹۹۴، ۱۹۹۷، ۱۹۹۸، ۱۹۹۹، ۲۰۰۱
- توپ طلای جام جهانی:۲۰۰۲ ۲۰۰۲
- بهترین دروازه‌بان جام جهانی: ۲۰۰۲
- جایزه بازی جوانمردانه یوفا: ۲۰۰۱
- جایز ورزشی نشریه بیلد: ۲۰۰۶